# Šumná města
Šumná města jsou český dokumentární cyklus, vznikající postupně v letech 1995–2008 v produkci České televize o moderní architektuře českých měst. Autorem a režisérem byl Radovan Lipus, s nímž se na scénáři podílel David Vávra, který celým cyklem jako komentující architekt provázel.
V letech 1995 a 1996 byly natočeny samostatné dokumenty Šumná Ostrava, Šumná Opava a Šumná Olomouc. V roce 1999 získal projekt podobu televizního seriálu, ale v roce 2004 bylo natáčení cyklu dočasně přerušeno z důvodu úsporných opatření v České televizi. Později bylo v natáčení pokračováno a celý cyklus skončil posledním 66. dílem Šumné Brno v roce 2008. Na celou sérii poté navázal podobný cyklus Šumné stopy, který se zaměřil na tvorbu českých architektů v zahraničí. Na obrazovkách České televize se objevil i kratší bonusový díl Šumná Šumná, který parodoval cyklus natáčením v obci Šumná.

## Seznam dílů

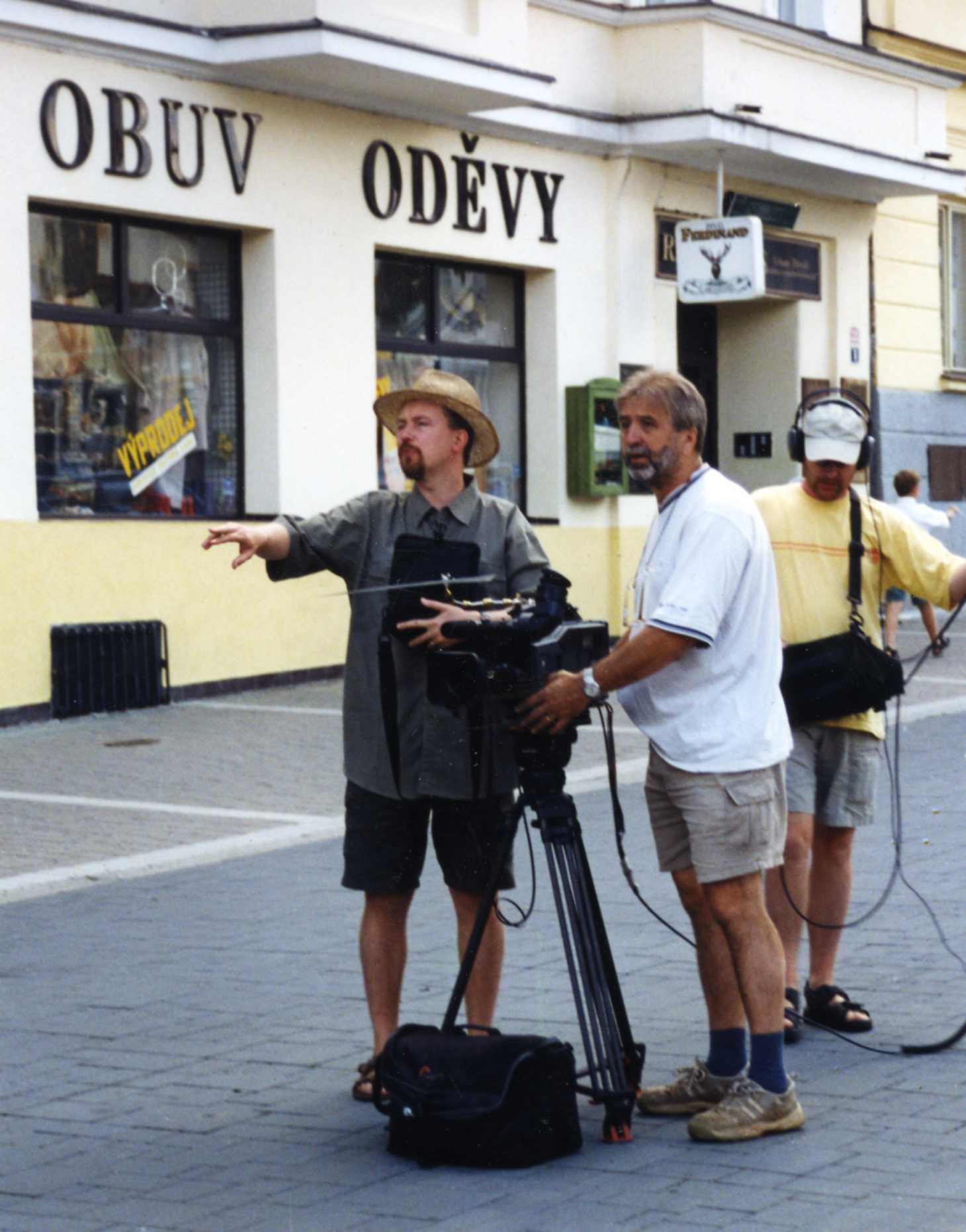
Režisér Lipus natáčí se svým štábem Šumný Benešov.

1. Šumný Krnov
2. Šumný Špindlerův Mlýn
3. Šumný Radhošť
4. Šumný Nový Jičín
5. Šumný Šumperk
6. Šumný Děčín
7. Šumný Prostějov
8. Šumný Těšín
9. Šumné Hranice
10. Šumný Zlín
11. Šumný Frýdek-Místek
12. Režisér Lipus natáčí se svým štábem Šumný Benešov.Šumné Ústí nad Labem
13. Šumná Orlice
14. Šumná Mladá Boleslav
15. Šumné Karvinsko
16. Šumný Náchod
17. Šumné Louny
18. Šumné České Budějovice
19. Šumný Hradec Králové
20. Šumný Český ráj
21. Šumné Pardubice
22. Šumné Poděbrady
23. Šumné Pelhřimovsko
24. Šumný Kolín
25. Šumné Teplice
26. Šumné Kladno
27. Šumný Jablonec nad Nisou
28. Šumné Karlovy Vary
29. Šumný Liberec
30. Šumný Nymburk
31. Šumný Most a Litvínov
32. Šumná Ostrava
33. Šumná Opava
34. Šumná Olomouc
35. Šumná Plzeň
36. Šumná Kroměříž
37. Šumný Benešov
38. Šumné Polabí
39. Šumné Valašsko
40. Šumný Jiráskův kraj
41. Šumné Slovácko
42. Šumný Cheb
43. Šumné Berounsko
44. Šumné Třebové
45. Šumná Litomyšl
46. Šumný Trutnov
47. Šumná Otava
48. Šumná Jihlava
49. Šumný Tábor
50. Šumné Znojmo
51. Šumná Příbram
52. Šumná Šumava
53. Šumný Rakovník
54. Šumný Přerov
55. Šumná Polička a Svitavy
56. Šumný Praděd
57. Šumné Domažlice a Klatovy
58. Šumné Horácko
59. Šumná Chrudim
60. Šumná Jizera
61. Šumná Česká Lípa a Nový Bor
62. Šumná Vysočina
63. Šumná Česká Kanada
64. Šumný Moravský kras
65. Šumný Tachov
66. Šumné Brno